# Jukka Heinikainen
Jukka Heinikainen (* 22. Juli 1972 in Kuusankoski) ist ein ehemaliger finnischer Bahn- und Straßenradrennfahrer.
Jukka Heinikainen wurde erstmals 1991 finnischer Bahnrad-Meister in der Einerverfolgung. Er wurde fünfmal nationaler Meister in der Einerverfolgung, viermal in der Mannschaftsverfolgung, siebenmal im Punktefahren, einmal im Scratch und zweimal im Teamsprint; insgesamt errang er 22 nationale Titel. Auf der Straße wurde er 2001 finnischer Meister im Einzelzeitfahren. Von 2002 bis 2003 fuhr er für das schwedische Radsportteam Mälarenergi. In seinem ersten Jahr dort verteidigte er seinen Meistertitel im Zeitfahren, und er gewann bei der finnischen Meisterschaft das Straßenrennen. Im Jahr darauf war Heinikainen beim Borga Grand Prix erfolgreich.

## Erfolge – Bahn
- Finnischer Meister – Einerverfolgung (1991, 1992, 1993, 1994 und 2001)
- Finnischer Meister – Mannschaftsverfolgung (1994, 1996, 2002 und 2004)
- Finnischer Meister – Punktefahren (1994, 1996, 1999, 2000, 2001, 2002 und 2004)
- Finnischer Meister – Scratch (2004)
- Finnischer Meister – Teamsprint (2003 und 2004)

## Erfolge – Straße
2001
- Finnischer Meister – Einzelzeitfahren

2002
- Finnischer Meister – Einzelzeitfahren
- Finnischer Meister – Straßenrennen

## Teams
- 2002 Mälarenergi
- 2003 Mälarenergi